# Ebba Bohlin

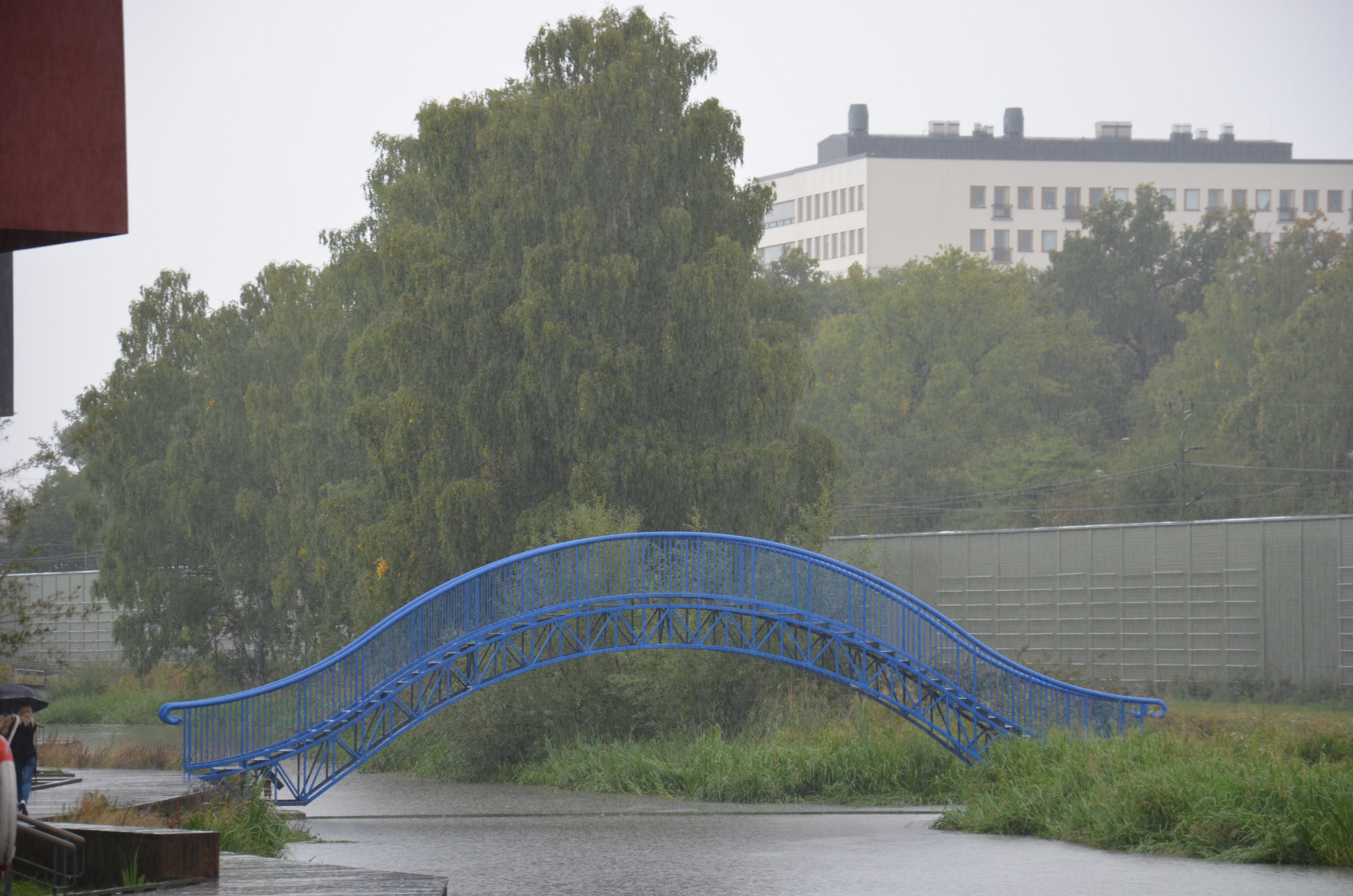
Konkret transcendens i Annedal i Stockholm

Ebba Ingegerd Bohlin, född 13 februari 1976 i Stockholm, är en svensk skulptör och installationskonstnär.
Ebba Bohlin utbildade sig på Konstfack i Stockholm 2000-2003 samt 2005-2008.
Ebba Bohlins konstnärskap utgår från en fysiskt påtaglig rumslighet. I hennes installationer, skulpturer och ljudverk finns en sensibel medvetenhet om kroppsliga erfarenheter närvarande oavsett vilket format hon valt att arbeta i. Vilket inte minst Ebba Bohlins offentliga konstverk visar. Oberoende av om betraktaren möter konstverken på nära håll eller passerar på avstånd är den fysiska upplevelsen av verken och de tankar och minnen som de leder till lika centrala.
Ebba Bohlins bejakande av det outsagda men kroppsligt påtagliga har lett henne till att samarbeta med poeter, dansare och andra konstnärer. Text och koreografi har integrerats som jämbördiga samtalspartners i hennes utställningar och installationer.
Oavsett om materialet är hämtat från språket, naturen (såväl den kulturella som den konstruerade) eller från den egna kroppen visar hon en lyhördhet för dess inneboende möjligheter till förändring. Det gäller likaväl för ett polerat golv som för en putsad bergsyta via en vändande finlandsfärja. Det visuellt överväldigande har ända sedan den blå byggnadsställningen ”Bauwerk I” visades på Konstfacks avgångsutställning 2008 varit ett centralt inslag i Ebba Bohlins konceptuellt drivna konstnärskap.

## Offentliga verk i urval

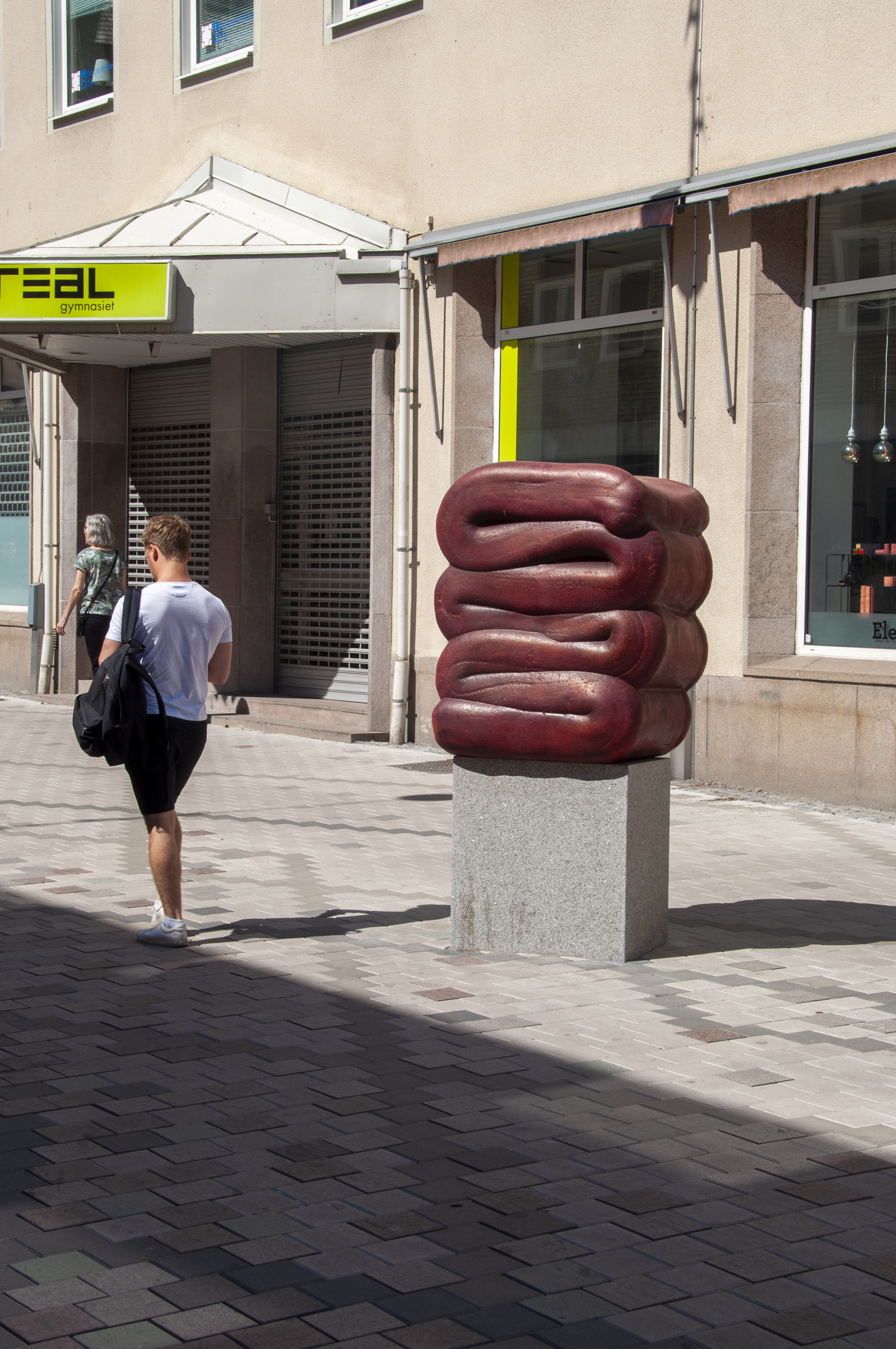
Stapelstaden

- Permanent upphöjning, betong, cortenstål, jord och gräs, 2007, Linköpings universitet
- Petrarch!, ljud- och installation, 2008-09 Telefonplan i Stockholm
- 1.5 x 2.1573733…, polerad granit, installation i Hallonbergen i Sundbyberg, 2010
- Fraktalmoln, stål, rostfritt stål och betong, 2011, Sveriges lantbruksuniversitet i Ultuna i Uppsala[5]
- Konkret transcendens, stålbro i Annedal i Stockholm, 2012[6]
- Eld, Tipshallen i Arenastaden i Växjö, 2013
- Stjärnfall, Gislaved, 2014
- Stapelstaden, Gävle, 2020